# Yolina baerti
Yolina baerti är en skalbaggsart som beskrevs av Olof Biström 1983. Yolina baerti ingår i släktet Yolina och familjen dykare. Inga underarter finns listade i Catalogue of Life.